# Осиповичі (Вілейський район)
Осиповичі (біл. вёска Асіпавічы) — село в складі Вілейського району Мінської області, Білорусь. Село є адміністративним центром Осиповицької сільської ради, розташоване в північній частині області.